# Chamagnieu
Chamagnieu és un municipi francès situat al departament de la Isèra i a la regió d'Alvèrnia-Roine-Alps. L'any 2007 tenia 1.469 habitants.

## Demografia

### Població
El 2007 la població de fet de Chamagnieu era de 1.469 persones. Hi havia 495 famílies de les quals 78 eren unipersonals (45 homes vivint sols i 33 dones vivint soles), 147 parelles sense fills, 241 parelles amb fills i 29 famílies monoparentals amb fills.
La població ha evolucionat segons el següent gràfic:
Habitants censats

### Habitatges
El 2007 hi havia 526 habitatges, 501 eren l'habitatge principal de la família, 14 eren segones residències i 10 estaven desocupats. 493 eren cases i 33 eren apartaments. Dels 501 habitatges principals, 428 estaven ocupats pels seus propietaris, 66 estaven llogats i ocupats pels llogaters i 6 estaven cedits a títol gratuït; 4 tenien una cambra, 16 en tenien dues, 34 en tenien tres, 118 en tenien quatre i 329 en tenien cinc o més. 418 habitatges disposaven pel capbaix d'una plaça de pàrquing. A 158 habitatges hi havia un automòbil i a 326 n'hi havia dos o més.

### Piràmide de població
La piràmide de població per edats i sexe el 2009 era:
| Homes | Edats   | Dones |
| ----- | ------- | ----- |
| 0     | 95 o +  | 0     |
| 0     | 90 a 94 | 0     |
| 0     | 85 a 89 | 8     |
| 0     | 80 a 84 | 8     |
| 8     | 75 a 79 | 4     |
| 16    | 70 a 74 | 8     |
| 16    | 65 a 69 | 28    |
| 16    | 60 a 64 | 12    |
| 24    | 55 a 59 | 24    |
| 68    | 50 a 54 | 52    |
| 60    | 45 a 49 | 64    |
| 60    | 40 a 44 | 48    |
| 48    | 35 a 39 | 56    |
| 44    | 30 a 34 | 44    |
| 16    | 25 a 29 | 28    |
| 36    | 20 a 24 | 24    |
| 40    | 15 a 19 | 36    |
| 68    | 10 a 14 | 88    |
| 52    | 5 a 9   | 40    |
| 36    | 0 a 4   | 24    |

## Economia
El 2007 la població en edat de treballar era de 1.033 persones, 787 eren actives i 246 eren inactives. De les 787 persones actives 730 estaven ocupades (399 homes i 331 dones) i 58 estaven aturades (30 homes i 28 dones). De les 246 persones inactives 80 estaven jubilades, 97 estaven estudiant i 69 estaven classificades com a «altres inactius».

### Ingressos
El 2009 a Chamagnieu hi havia 507 unitats fiscals que integraven 1.450 persones, la mediana anual d'ingressos fiscals per persona era de 23.313 €.

### Activitats econòmiques
Dels 49 establiments que hi havia el 2007, 1 era d'una empresa alimentària, 3 d'empreses de fabricació d'altres productes industrials, 8 d'empreses de construcció, 11 d'empreses de comerç i reparació d'automòbils, 3 d'empreses de transport, 2 d'empreses d'hostatgeria i restauració, 4 d'empreses d'informació i comunicació, 2 d'empreses financeres, 1 d'una empresa immobiliària, 6 d'empreses de serveis, 5 d'entitats de l'administració pública i 3 d'empreses classificades com a «altres activitats de serveis».
Dels 9 establiments de servei als particulars que hi havia el 2009, 1 era un taller de reparació d'automòbils i de material agrícola, 2 paletes, 1 guixaire pintor, 1 fusteria, 2 electricistes, 1 perruqueria i 1 restaurant.
Dels 2 establiments comercials que hi havia el 2009, 1 era una botiga de menys de 120 m² i 1 una fleca.
L'any 2000 a Chamagnieu hi havia 13 explotacions agrícoles que ocupaven un total de 525 hectàrees.

## Equipaments sanitaris i escolars
El 2009 hi havia una escola elemental.

## Poblacions més properes
El següent diagrama mostra les poblacions més properes.